# Zamek w Porkuni
Zamek w Porkuni (est. Porkuni piiskopilinnus, niem. Schloß Borkholm) – budowla warowna w miejscowości Porkuni, w gminie Tamsalu w Estonii, współcześnie zachowany w postaci fragmentarycznych ruin. Był własnością biskupów z Revala (współczesny Tallinn).
Zamek w Porkuni wzniesiony został na wzgórzu nad jeziorem w latach 1477–1479 za czasów biskupa Simona von der Borch. Od imienia biskupa zamek otrzymał swoją nazwę (Borkholm).
Zamek wzniesiono na planie nieregularnego prostokąta, z czterema wieżami w narożnikach. Całe założenie otoczone było grubum murem obronnym z ośmioma wieżami. Cztery z nich były okrągłe, a trzy prostokątne. Ósma wieża była wieżą bramną, u podstawy prostokątną, a wyżej okrągłą. Górną część tej wieży dobudowano w późniejszym okresie. Po wewnętrznej stronie murów zamku znajdowały się długie i wąskie pomieszczenia. Na dziedzińcu zbudowany był kościół z romańską apsydą oraz rezydencja biskupa.
Budowla została zniszczona w 1558 podczas wojen inflanckich. Do czasów współczesnych zachowała się wieża bramna, w której znajduje się muzeum.